# Mellius Jan Klijnstra

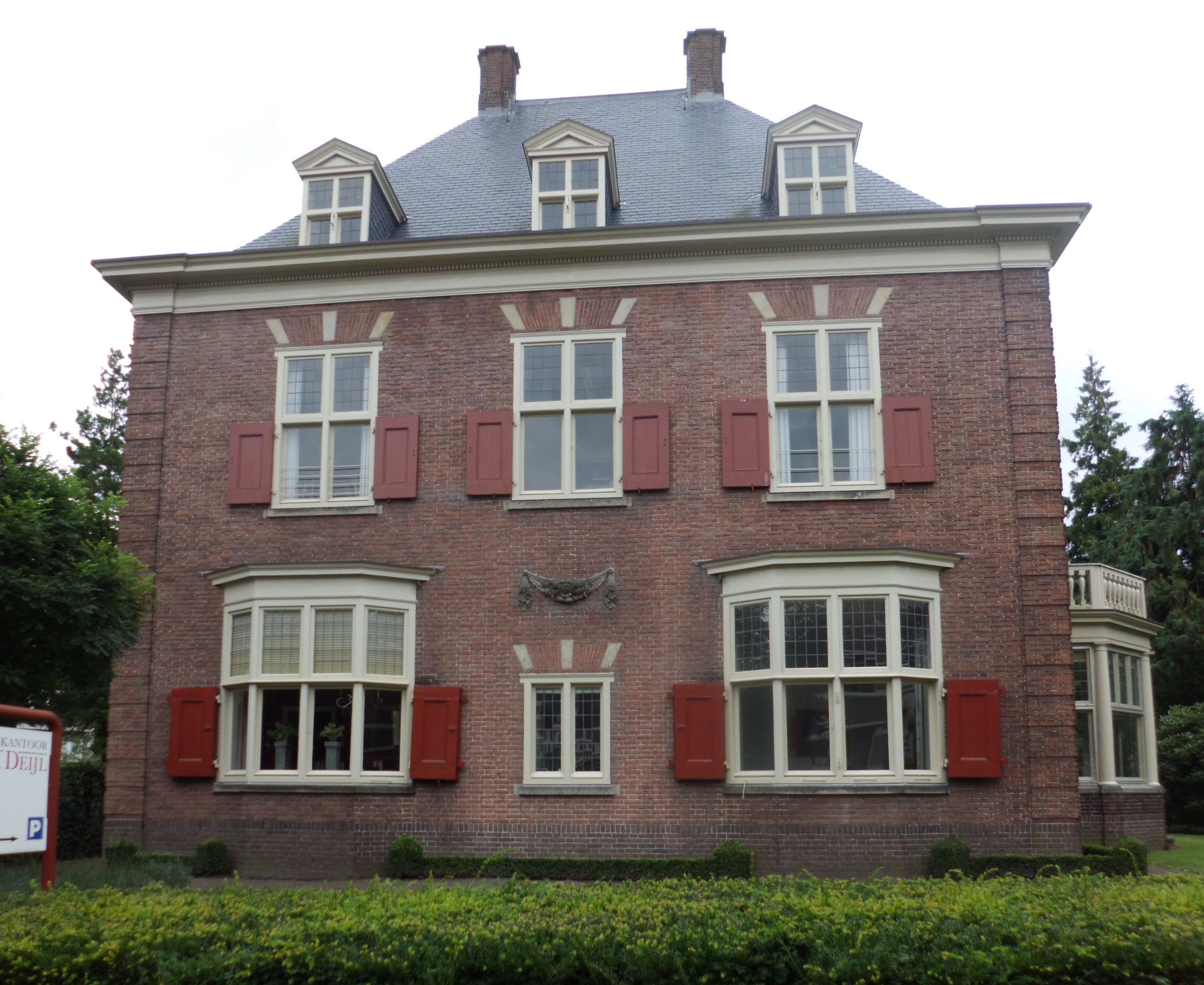
Villa Klein Groenesteyn in Amersfoort (1912, rijksmonument)

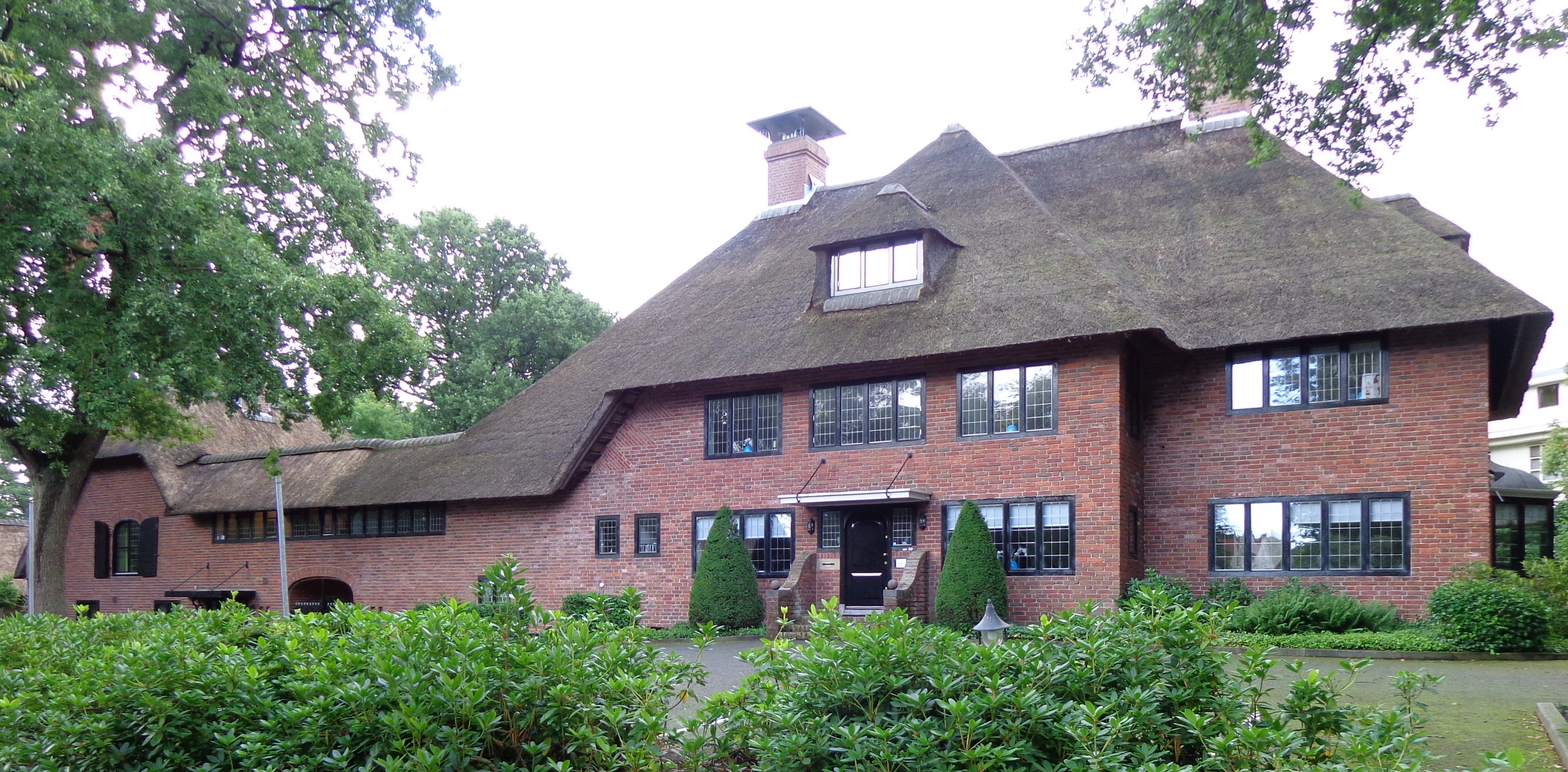
Villa Middeloo in Amersfoort (1917)

Mellius Jan Klijnstra (IJlst, 30 september 1881 - Amersfoort, 25 oktober 1949) was een Nederlandse architect. 
Klijnstra heeft veel landhuizen en villa's ontworpen. Voorbeelden zijn het twee villa's aan de Emmalaan en de kantoorvilla Middeloo aan de Wilhelminalaan in Amersfoort, die zijn opgenomen in de lijst van gemeentelijke monumenten. Ook de villa's Amsvorde en Klein Groenesteyn aan de Utrechtseweg zijn van zijn hand. Klein Groenesteyn, ontworpen in um 1800-stijl, is een rijksmonument. 

## Zie ook

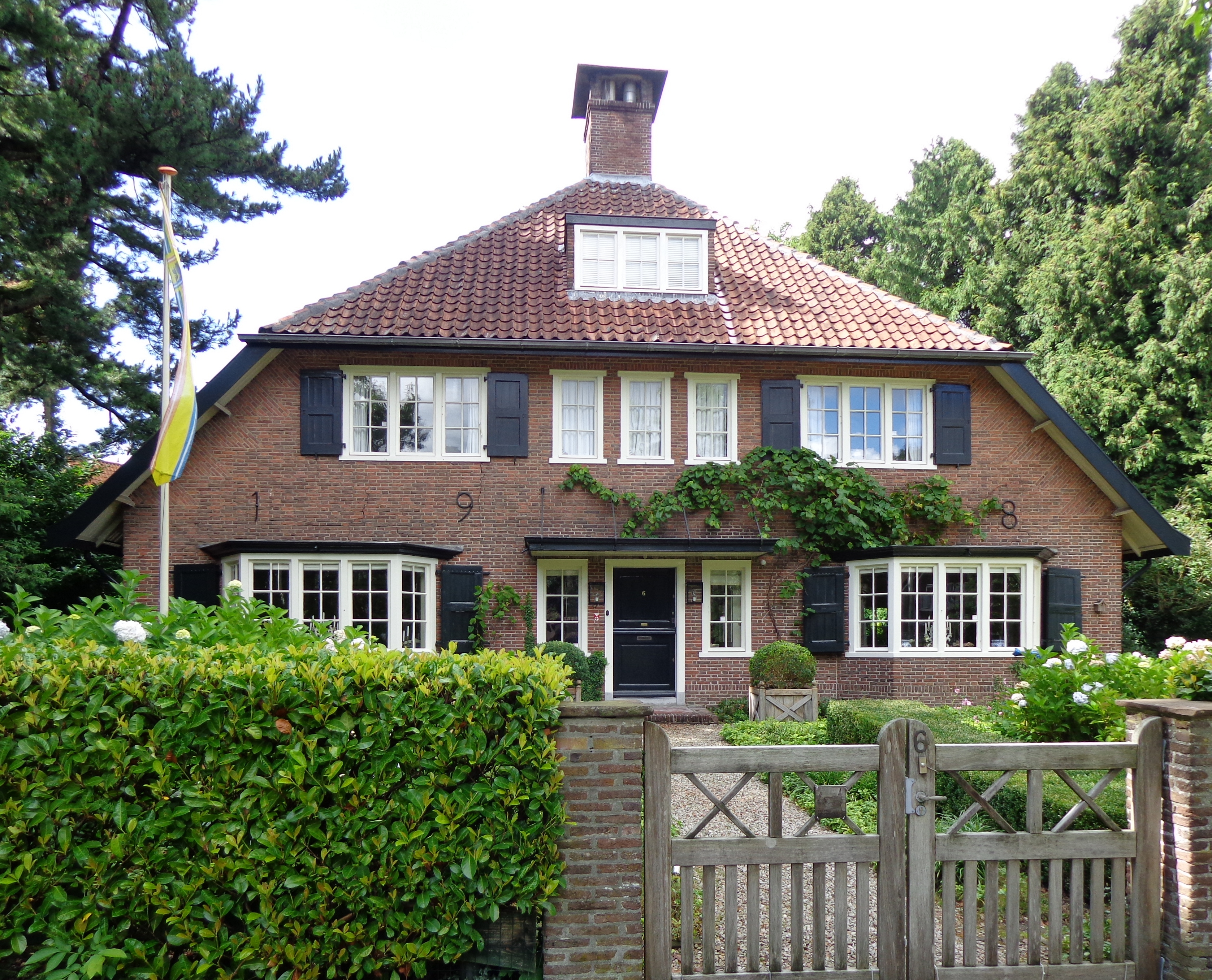
Villa aan de Emmalaan in Amersfoort (1918)